# フィリップ・シドニー (第5代レスター伯爵)
第5代レスター伯爵フィリップ・シドニー（英語: Philip Sydney, 5th Earl of Leicester、1676年7月8日 – 1705年7月24日）は、イングランド王国の貴族。1695年から1698年まで庶民院議員を務め、1698年から1702年までリール子爵の儀礼称号を使用した。

## 生涯
第4代レスター伯爵ロバート・シドニーとエリザベス・エジャートン（第2代ブリッジウォーター伯爵ジョン・エジャートンの娘）の三男として生まれた。
1695年から1698年までケント選挙区の庶民院議員を務め、あまり活動的ではなかったが1696年11月25日に第3代準男爵ジョン・フェンウィックの私権剥奪に賛成票を投じた。
1702年11月11日に父が死去すると、レスター伯爵の爵位を継承、12月10日には貴族院議員に正式に就任した。
1705年7月24日に病死、8月4日にペンスハーストで埋葬された。子供がなかったため弟ジョンが爵位を継承した。

## 家族
1700年12月17日、第2代準男爵ロバート・リーヴの長女アン（1726年4月13日没）と結婚したが、2人の間に子供はいなかった。